# Typ 5 Chi-Ri
Der Typ 5 Chi-Ri (japanisch 五式中戦車 チリ Go-shiki chūsensha Chi-ri) war ein japanischer mittlerer Panzer, der 1945 (Kōki 2605, daher die Typbezeichnung) vom Kaiserlich Japanischen Heer entwickelt wurde.

## Geschichte
Im Verlauf des Pazifikkrieges zeigte sich, dass die japanischen mittleren Panzer wie der Typ 97 Chi-Ha und der Typ 97 Shinhōtō Chi-Ha den alliierten Modellen wie dem M4 Sherman in Panzerung und Bewaffnung hoffnungslos unterlegen waren. Bereits ab 1940 wurde an stärkeren Panzermodellen wie dem Typ 1 Chi-He gearbeitet. Bald stellte sich heraus, dass das Chassis des Chi-He keine stärkere Panzerung als 50 mm tragen konnte, sodass 1941 der Typ 3 Chi-Nu mit einer 50 mm Panzerung sowie der Typ 4 75-mm-Kampfwagenkanone (KwK) entwickelt wurde. Ab 1943 wurde der Typ 5 Chi-Ri entwickelt, der bis zu 75 mm Panzerung hatte. Im Mai 1945 wurde der erste Prototyp des Chi-Ri, allerdings ohne Hauptbewaffnung, gebaut. Wegen Materialmangel wurden keine weiteren Exemplare zugunsten der Produktion des einfacher herzustellenden Typ 4 Chi-To gebaut.

## Technik
Ursprünglich war für den Chi-Ri als Hauptbewaffnung die Typ 4 75-mm-KwK geplant, die jedoch der leistungsstärkeren Typ 5 75-mm-Kampfwagenkanone weichen musste. Die Typ 5 75-mm-KwK basierte auf der Typ 4 7,5-cm-Flugabwehrkanone und hatte eine Mündungsgeschwindigkeit von 850 m/s. Als Antrieb war ein 405 kW starker Flugzeugmotor von BMW vorgesehen, der später durch einen wassergekühlten Kawasaki Typ 98 Benzinmotor ersetzt werden sollte. Die Frontpanzerung betrug 75 mm, während an den Seiten 25–50 mm und am Heck 50 mm Panzerung verwendet wurden. Der Turm war mit 50–75 mm gepanzert. Bis zu 50 Granaten für die Hauptbewaffnung hätte der Chi-Ri aufnehmen können.